# ویلفرید وسمال
ویلفرید وسمال (اسپانیایی: Wilfried Wesemael‎؛ زادهٔ ۳۱ ژانویهٔ ۱۹۵۰) دوچرخه‌سوار اهل بلژیک است.